# Via Raetia

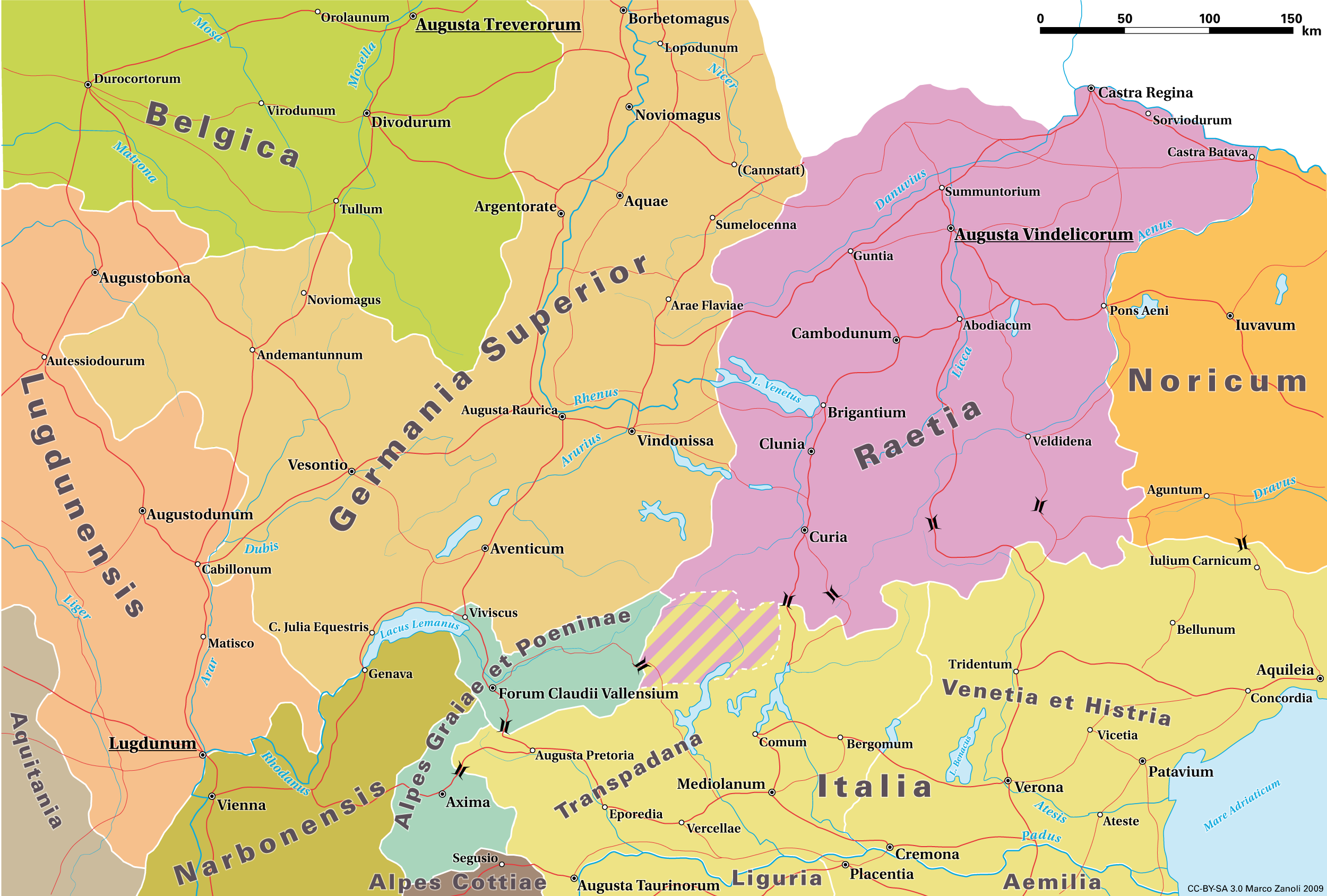
Římské provincie a silniční síť kolem roku 150 n. l.

Via Raetia (také Via Raetica a via retica) je moderní název pro jednu z mála římských silnic, která spojovala jižní Německo, tehdejší provincii Raetia, se severní Itálií. Název vychází z pozdně antické zmínky v díle řeckého historika Zósimose kolem roku 500 n. l. Vedla údolím Adiže do Bolzana, odtud do Brennerského průsmyku a dále přes dnešní Innsbruck, sedlo Seefeld a Partenkirchen do Augsburgu a od roku 200 n. l. ji nahradila Via Claudia Augusta jako nejdůležitější silniční spojení přes východní Alpy.

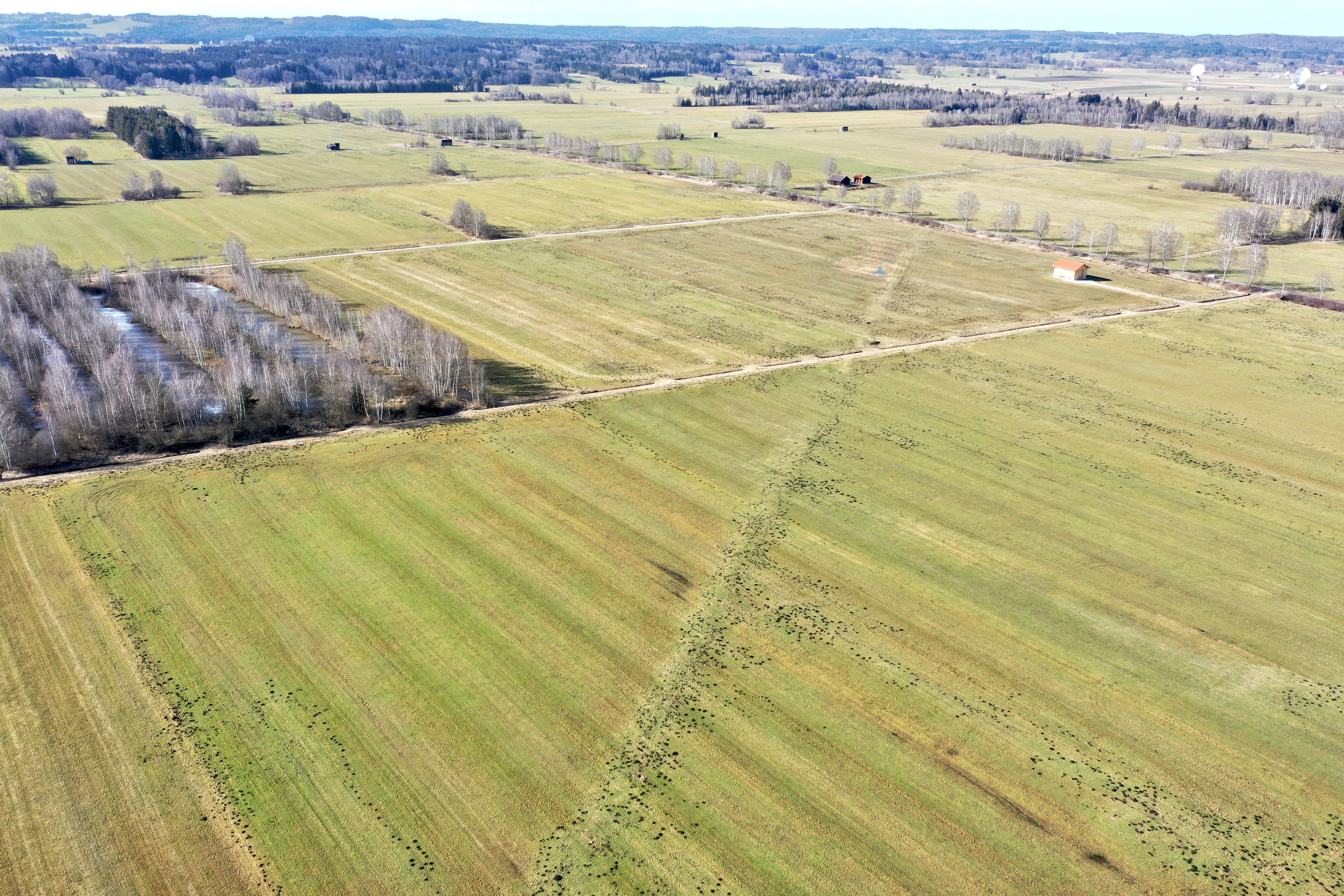
Trasa v poli u Wielenbachu v okrese Weilheim-Schongau

Její rozšíření zapříčinilo vznik Brennerského průsmyku, který je dodnes nejvyužívanějším přechodem ve východních Alpách. Její průběh sleduje jedna z mála poutních cest přes Alpy na mapě Římské cesty od Erharda Etzlauba z roku 1500. 

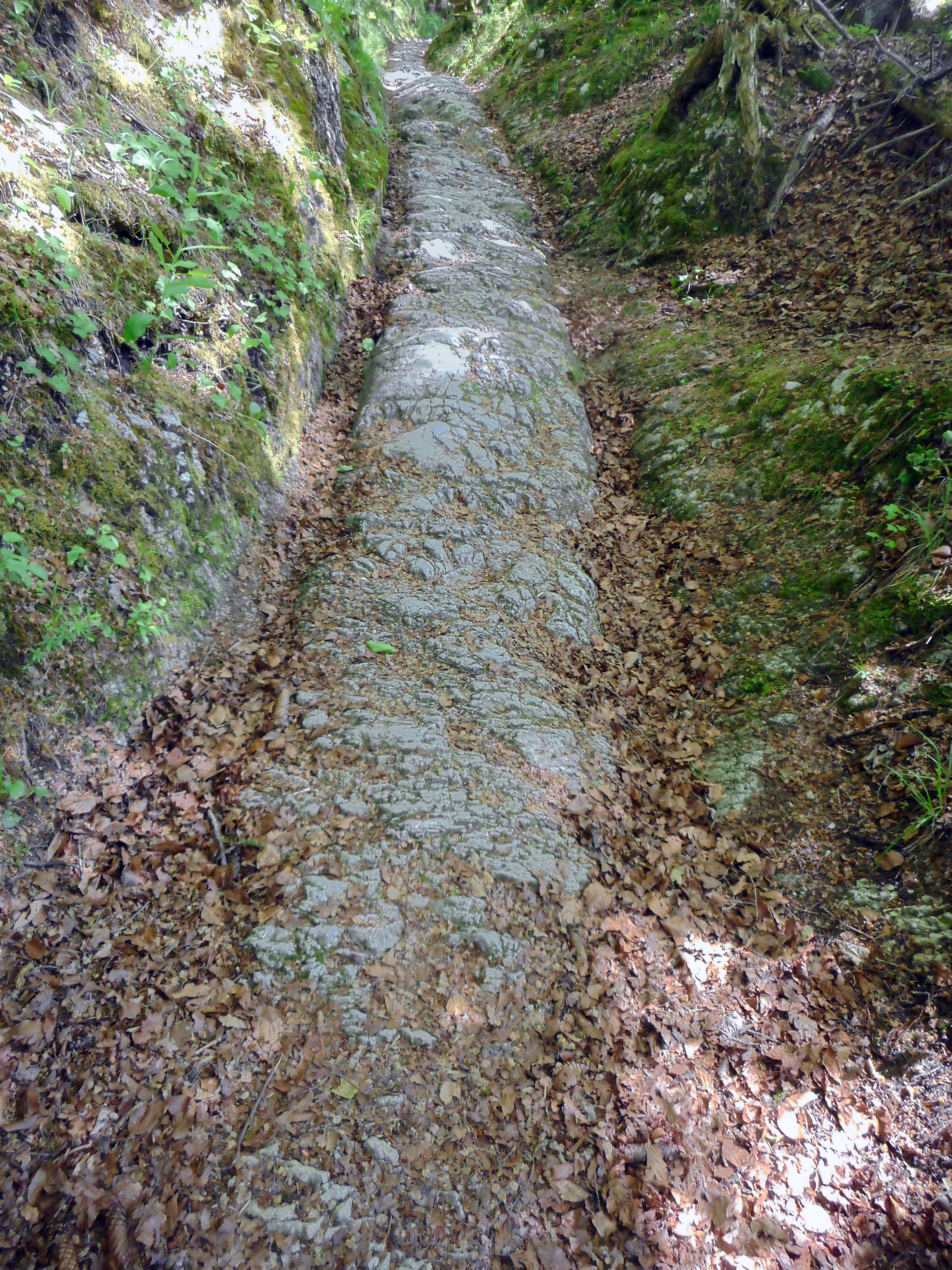
Poblíž Klaisu v okrese Garmisch-Partenkirchen se zachoval úsek silnice jako úvozová cesta (rozchod 107 cm).

## Historie
Cesta přes sedlo Seefeld a Brennerský průsmyk byla důležitou obchodní trasou již v předřímské době. Po dobytí alpského podhůří Drusem a Tiberiem v roce 15 př. n. l. byla přes Brenner (per Alpes Norias) vybudována nebo nadále používána vozová cesta. V roce 43 n. l. byla v jižní části Murnauer Moos vybudována důmyslná, čtyři a půl metru široká a 6 km dlouhá haťová cesta se štěrkovým povrchem, pro kterou bylo třeba obstarat 66 000 klád, 3 000 t hlíny a jílu a 5 000 t štěrku. Podle archeologa Wernera Zaniera byl pravděpodobně položen pro římského císaře Claudia, který se vracel do Říma z dobytí Británie přes Mohuč (Moguntiacum s kenotafem jeho otce Drusa).
Kolem roku 200 n. l. nechal císař Septimius Severus stávající cesty rozšířit, zpevnit (vydláždit), vybudovat mosty a regulovat vodní toky, čímž zkrátil spojení z Verony do Augsburgu z více než 500 km na přibližně 430 km, což odpovídalo zkrácení cesty o dva až tři dny. Díky této silnici se Brenner stal důležitým alpským přechodem a tvořil základ středověké císařské silnice Via Imperii, která byla prodloužena na sever.
Trasa je zaznamenána v Itinerarium Antonini, dokončeném kolem roku 300 za Diokleciána, jako cesta 275. Pojmenování Via Raetia však z tohoto období není známo. Pod tímto názvem ji zmiňuje až řecký historik Zósimos kolem roku 500 n. l. Cesta je také rozeznatelná v Tabula Peutingeriana vydané ve 12. století (pravděpodobně jako kopie originálu z 8. století), ale ani zde není jmenována. 

## Města a místa podél cesty
| - Verona - Ala (Ad Palatium) - Trento (Tridentum/Tridento) - Neumarkt (Endidae) - Bolzano (Pons Drusi) - Waidbruck/Kollmann (Sublavio) - Brixen - Sterzing (Vipitenum) - Brenner - Matrei (Matreium) - Schönberg im Stubaital - Innsbruck/Wilten (Veldidena) | - Zirl (Teriolae) - Seefelder Sattel - Seefeld in Tirol - Scharnitz - Mittenwald - Klais - Partenkirchen (Partanum/Parthano) - Coveliacae - Saulgrub - Most Echelsbacher přes řeku Amper - Epfach (Abodiaco/Abozaco) - Augsburg (Augusta Vindelicum) |

Starší výzkumy ještě předpokládaly trasu přes Weilheim, Raisting (Urusa?) kolem Ammersee a přes Schöngeising.
Turistická cyklotrasa Via Raetica nemá nic společného s průběhem historické Brennerské cesty. 